# Skorodum (Komi)
Skorodum (ros. Скородум) – wieś (dieriewnia) w Rosji, w Republice Komi, w rejonie ust-kułomskim. W 2021 liczyła 446 mieszkańców.